# Autumn (banda)
Autumn es una banda neerlandesa de metal gótico, formada en 1995.

## Historia
Fue creada en el otoño de 1995 por tres exmiembros de la banda  Internal Putrefaction, Bert Ferwerda, Meindert Sterk y Hilbrand van der Woude. Ingresaron más miembros y en la primavera de 1996, el grupo se completó con la cantante Welmoed Veersma.
En el otoño (abril) de 1997 sacan por su propia cuenta un demo: Samhain. Luego, en 1999 y en 2001 lanzaron más demos, y poco después, el 24 de junio de 2002 vio a la luz el primer álbum "When Lust Evokes the Curse" (Cuando la lujuria evoca la maldición).
El 24 de septiembre de 2004 lanzaron su segundo álbum, llamado Summer's End (El fin del verano).
Koenders dejó la banda a finales de 2004, pero fue rápidamente sustituido por Mats van der Valk. 
En febrero de 2007 firmaron con Metal Blade Records, y así el 27 de abril de 2007 apareció el álbum My New Time (Mi tiempo nuevo). En enero de 2008, Nienke de Jong anunció su salida de la banda, y sería reemplazada por la cantante Marjan Welman. 
A través de la misma compañía discográfica publicarían luego Altitude (Altitud) en el 2009, y Cold Comfort (Mal Consuelo), en el 2011.

## Miembros

### Miembros actuales
| Nombre            | Instrumento(s)  | Período       |
| ----------------- | --------------- | ------------- |
| Marjan Welman     | voz             | 2008–presente |
| Jens van der Valk | guitarra, coros | 2002–presente |
| Mats van der Valk | guitarra, coros | 2005–presente |
| Jan Munnik        | teclado         | 2006–presente |
| Jerome Vrielink   | bajo eléctrico  | 2006–presente |
| Jan Grijpstra     | batería         | 1996–presente |

### Antiguos miembros
| Nombre                  | Instrumento(s)      | Período   |
| ----------------------- | ------------------- | --------- |
| Hildebrand van de Woude | batería             | 1995–1996 |
| Welmoed Veersma         | voz, flauta         | 1996–1999 |
| Jeroen Bakker           | guitarra            | 1999–2001 |
| Bert Ferweda            | guitarra            | 1995–2001 |
| Jasper Koenders         | guitarra, flauta    | 2001–2005 |
| Meindert Sterk          | bajo eléctrico, voz | 1995–2006 |
| Menno Terpstra          | teclado             | 1996–2006 |
| Nienke de Jong          | voz                 | 1999–2008 |

## Discografía

### Álbumes de estudio
| Título                     | Año  | Sello(s) discográfico(s)         |
| -------------------------- | ---- | -------------------------------- |
| When Lust Evokes The Curse | 2002 | Pink Records/Sony Music          |
| Summer's End               | 2004 | The Electric Co./Universal Music |
| My New Time                | 2007 | Metal Blade Records              |
| Altitude                   | 2009 | Metal Blade Records              |
| Cold Comfort               | 2011 | Metal Blade Records              |

### Otros lanzamientos
| Título                    | Año  | Tipo   | Sello discográfico               |
| ------------------------- | ---- | ------ | -------------------------------- |
| Samhain                   | 1997 | demo   | autopublicación                  |
| Autumn                    | 1999 | demo   | autopublicación                  |
| Spring Starts with Autumn | 2001 | demo   | autopublicación                  |
| Gallery of Reality        | 2005 | single | The Electric Co./Universal Music |